# Pavel Trachanov
Pavel Sergeevič Trachanov (in russo Павел Сергеевич Траханов?, traslitterazione anglosassone Pavel Sergeyevich Trakhanov; Mosca, 21 marzo 1978 – Jaroslavl', 7 settembre 2011) è stato un hockeista su ghiaccio russo, scomparso nell'incidente aereo che ha coinvolto la Lokomotiv Jaroslavl', squadra della Kontinental Hockey League.